# Der Spielmann

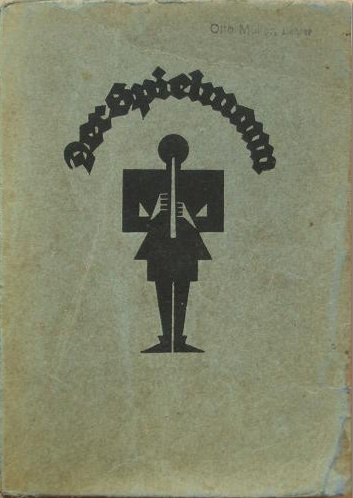
Der Spielmann 1922 in der Ausstattung von Anton Wendling

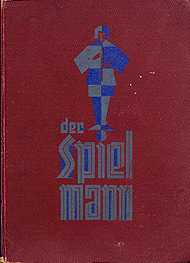
Der Spielmann 1930 in der Ausstattung von Walter Clemens Schmidt

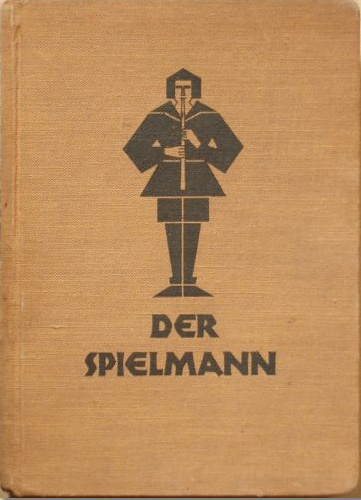
Der Spielmann in der bekanntesten Ausführung ab 1932

Der Spielmann ist neben dem Zupfgeigenhansl das älteste und auflagenstärkste Liederbuch der deutschen Wandervogelbewegung ab Beginn des 20. Jahrhunderts.

## Geschichte
Das Buch hat seinen Ursprung in einer auf den 20. Juli 1914 datierten, Liederbuch für Jugend und Volk benannten Sammlung von Volks-, Wander- und Kirchenliedern, herausgegeben von Klemens Neumann, dem Mitbegründer des Quickborn-Bundes. Zunächst als internes Liederbuch der in Neisse in Oberschlesien gegründeten katholischen Quickborn-Jugend gedacht und in zwei Eigenauflagen erschienen, erfreute es sich schnell großer Beliebtheit. 1915 erschien zunächst ein Ergänzungsheft, 1918 die zweite Auflage, 1919 die dritte, 1923 die vierte Auflage und 1928 bereits die neunte Auflage.
Ab der 3. Auflage 1920 erhielt die Sammlung ihren endgültigen Namen Der Spielmann. Liederbuch für Jugend und Volk. Der Erlös aus dem Verkauf dieses Liederbuches kam dem Ankauf und Ausbau der Burg Rothenfels im heutigen Landkreis Main-Spessart als Bildungs- und Begegnungsstätte des Quickborn zugute. Als Verlag beziehungsweise Verlagsort ist im Impressum Burg Rothenfels am Main. Verlag Deutsches Quickbornhaus angegeben.
Ab der Ausgabe von 1922 wurde die Sammlung um eine größere Anzahl von Liedern aus dem 15., 16. und 17. Jahrhundert ergänzt und ein vollständig neuer Abschnitt mit geistlichen Liedern wurde hinzugefügt. Dieser wurde zusammengestellt von Hermann Müller, Paderborn, einem der besten Kenner des Kirchenliedes der damaligen Zeit. Die grafische Ausstattung besorgte der expressionistische Kirchenmaler Anton Wendling.
Für die Ausgabe von 1928 erfolgte abermals eine Überarbeitung des Repertoires. Etwa 80 Lieder wurden neu aufgenommen, andere gestrichen; etliche reine Kirchenlieder wurden durch Weihnachtslieder, Lieder für festliche Anlässe und durch geistliche Balladen ersetzt. Ab der Ausgabe von 1928 sind auch die musikalischen Wegbegleiter aus der Quickborn-Bewegung Franz Liebich aus Landeck in Schlesien und Nini (Adeline) Dombrowski, Schwester des Komponisten Hansmaria Dombrowski und Musiklehrerin am Oberlyzeum Hedwigschule in Neisse, als Mitarbeiter des schon schwerkranken Klemens Neumann (er erlebte die Neuausgabe nicht mehr) verzeichnet; diese beiden übernahmen bis Ende der 1950er Jahre die Herausgabe und Redaktion der Folgeauflagen.
1930 erschien das Oktavbüchlein erstmals im Matthias-Grünewald-Verlag Mainz mit einer Auflage von 20.000 Exemplaren (Umfang 320 Seiten). Die markante, über alle Grünewald-Ausgaben unveränderte Titelvignette sowie die Illustrationen zu den einzelnen Rubriken schuf der Frankfurter Holzschneider und Grafiker Walter Clemens Schmidt. Um diese Zeit erhielt das Buch auch die ministerielle Genehmigung zum Gebrauch im Schulunterricht in der Provinz Schlesien. Unter anderem zu diesem Zwecke ergänzt wurde Der Spielmann im Jahr 1930 um das Klavierbuch zum Spielmann, herausgegeben von Hansmaria Dombrowski. Es zeichnete sich durch leicht spielbare Sätze aus, die Spielraum für phantasievolle Interpretationen ließen.
Der 1930 noch rotblaue Leineneinband wurde ab der folgenden Auflage 1932 in das markante braunschwarz abgeändert und unverändert bis zur letzten Ausgabe beibehalten. 1932 wurde bereits das 151.–165. Tausend gedruckt, nunmehr mit einem Umfang von 360 Seiten.
Ab 1947 erschienen mehrere Nachkriegsausgaben, 1959 erreichte das Buch eine Auflage von 233.000 Exemplaren, in den späten 1960er Jahren wurde die Viertelmillionenauflage überschritten. Die letzte Auflage, die 22., erschien 1978 (nicht mehr in Leinen, sondern in orangefarbigem flexiblem Kunststoffeinband, jedoch weiterhin mit der bekannten und markanten Vignette). Nach Angaben des Matthias-Grünewald-Verlages ist keine weitere Nachauflage mehr vorgesehen.

## Das Repertoire
Das Buch ist in verschiedene Themenbereiche gegliedert, wobei in den ersten Jahren die Rubriken noch häufiger wechselten, bis sich eine praktikable Ordnung herausgebildet hatte. In den Ausgaben ab 1930 finden sich relativ konstant Naturlieder, Minnelieder, Abschiedslieder, Wanderlieder, Landsknechts- und Soldatenlieder, Lustige Lieder, Tanzlieder, Balladen, Morgen- und Abendlieder, Festlieder, Geistliche Lieder – immer unter besonderer Berücksichtigung schlesischen Liedgutes.